# 科爾法克斯 (伊利諾伊州)
科爾法克斯（英語：Colfax）是位於美國伊利諾伊州麥克萊恩縣的一個村落。

## 地理
科爾法克斯的座標為40°33′59″N 88°36′55″W / 40.56639°N 88.61528°W，而該地最高點為海拔高度231米（即758英尺）。

## 人口
根據2010年美國人口普查的數據，科爾法克斯的面積為1.42平方千米，當中陸地面積為1.42平方千米，而水域面積為0.00平方千米。當地共有人口1061人，而人口密度為每平方千米747人。